# Берья-э-Кастельжо
Берья́-э-Кастельжо́ (фр. Berrias-et-Casteljau, окс. Berriàs e Castèljau) — коммуна во Франции, находится в регионе Рона — Альпы. Департамент коммуны — Ардеш. Входит в состав кантона Ле-Ван. Округ коммуны — Ларжантьер.
Код INSEE коммуны — 07031.

## Население
Население коммуны на 2008 год составляло 640 человек.
| 1962 | 1968 | 1975 | 1982 | 1990 | 1999 | 2008 |
| ---- | ---- | ---- | ---- | ---- | ---- | ---- |
| 651  | 622  | 614  | 536  | 541  | 566  | 640  |

## Экономика
В 2007 году среди 359 человек в трудоспособном возрасте (15—64 лет) 259 были экономически активными, 100 — неактивными (показатель активности — 72,1 %, в 1999 году было 68,9 %). Из 259 активных работали 225 человек (119 мужчин и 106 женщин), безработных было 34 (17 мужчин и 17 женщин). Среди 100 неактивных 22 человека были учениками или студентами, 50 — пенсионерами, 28 были неактивными по другим причинам.

## Достопримечательности
- Две церкви XIX века
- Замок Кастельжо
- Резиденция командора ордена тамплиеров Жале

## Фотогалерея

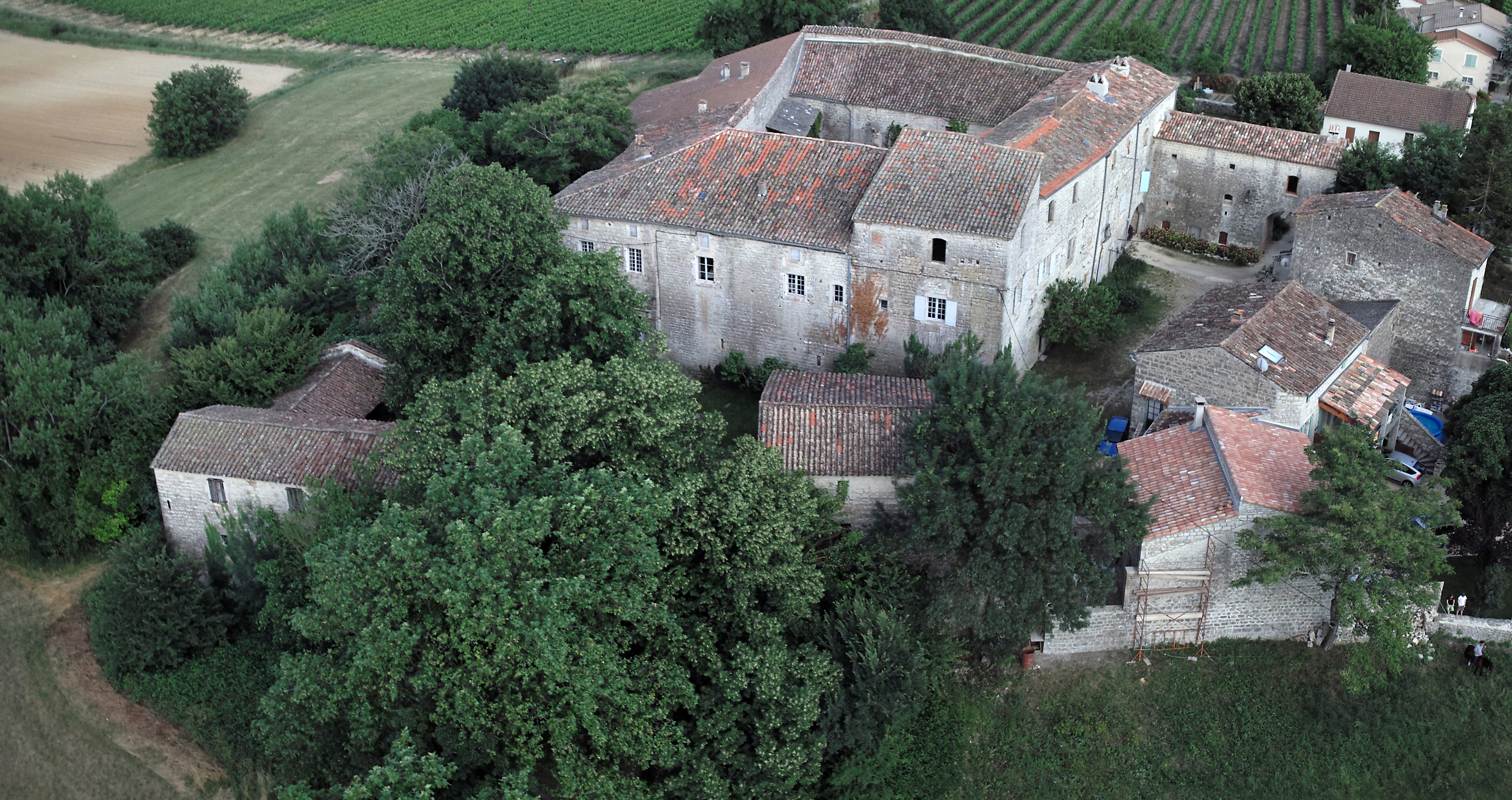
Резиденция командора ордена тамплиеров
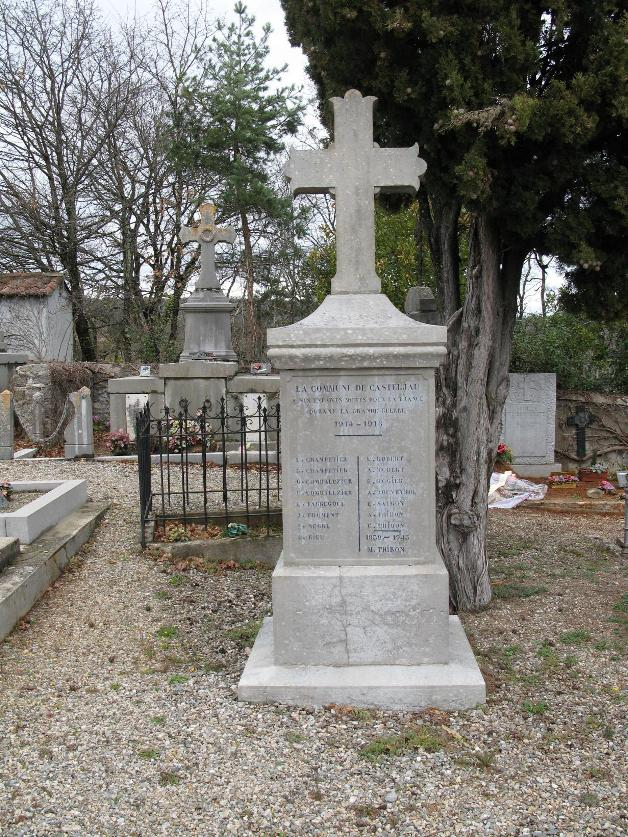
Памятник погибшим в Первой мировой войне
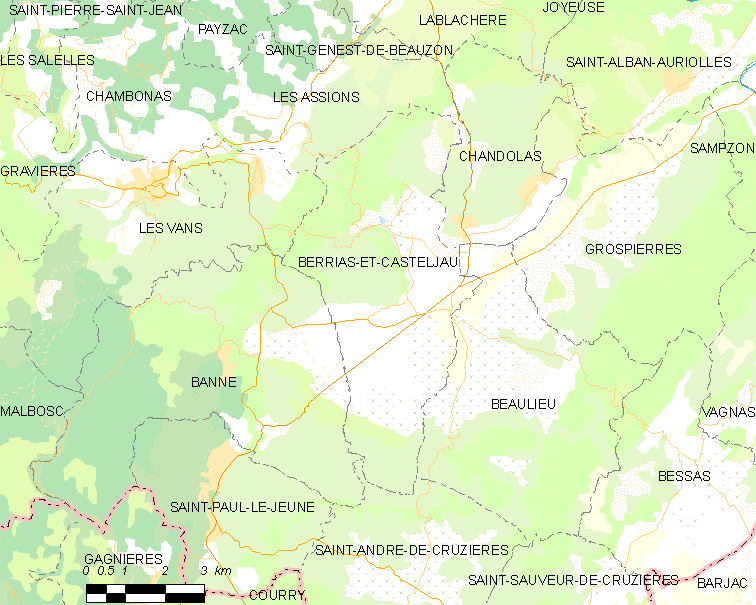
Карта коммуны